# Haruo Hosoya
Haruo Hosoya (in giapponese: : 細矢 治夫 ; Hepburn: Hosoya Haruo; Kamakura, 1936) è un chimico e matematico giapponese, ideatore del numero di Hosoya che è utilizzato nella matematica discreta e nella chimica computazionale per indicare il numero totale di accoppiamenti di un grafo.

## Biografia
Figlio di un impiegato giapponese, dal '35 al '39 studiò all'Università di Tokyo. Nel '64 discusse la dissertazione di dottorato intitolata tudy on the Structure of Reactive Intermediates and Reaction Mechanism, e, successivamente, si trasferì ad Ann Arbor, negli Stati Uniti, dove collaborò con il fisico John Platt, teorico dell'inferenza forte. Nel '64 divenne professore associato all'Università di Ochanomizu, nella quale insegnò per 33 anni fino al pensionamento nel 2002.
Nel 1971 definì un indice topologico invariante rispetto all'eitchettatura dei vertici o al tracciamento del grafo, calcolato come il numero totale di accoppiamenti più uno.

Contestualmente al numero Z, inventò anche il triangolo di Hosoya, che è una rielaborazione dei numeri di Fibonacci.
Nel 2002, pubblicò l'articolo intitolato The Topological Index Z Before and After 1971, che ripercorre la storia delle sue scoperte. Nello stesso anno, la rivista Internet Electronic Journal of Molecular Design  dedicò alcuni numeri al 65º anniversario della nascita del matematico giapponese.